# Ekstraklasa w futsalu
Ekstraklasa w futsalu (do sezonu 2007/08 oficjalnie I liga w futsalu) – najwyższa w hierarchii klasa ligowych rozgrywek w futsalu mężczyzn w Polsce, będąca jednocześnie najwyższym szczeblem centralnym (I poziom ligowy). Jej triumfator zostaje mistrzem Polski, zaś najsłabsze drużyny relegowane są do I ligi. Obecnie zarządzana przez spółkę Futsal Ekstraklasa.

## Historia
6 listopada 1994 – podczas posiedzenia Komisji Futsalu PZPN w Kielcach – założono Ligę Halową Piłki Nożnej Pięcioosobowej (LHPNP), ustalając równocześnie jej regulamin. Pierwszą edycję rozgrywek przeprowadzono w sezonie 1994/95, a do rywalizacji przystąpiło 8 zespołów klubowych. Do sezonu 2009/10 organizatorem rozgrywek był Polski Związek Piłki Nożnej. W 2010 r. utworzono Futsal Ekstraklasę sp. z o.o., która od sezonu 2010/11 prowadzi rozgrywki. Najwięcej mistrzostw Polski zdobył Rekord Bielsko-Biała (7), który również wywalczył najwięcej medali (14).

## Dotychczasowi medaliści
| Sezon     | Mistrz               | Wicemistrz               | 3. miejsce                  | Król strzelców                                 |
| --------- | -------------------- | ------------------------ | --------------------------- | ---------------------------------------------- |
| 1994/1995 | PA Nova Gliwice      | Jard Gliwice             | SUW-TOR Łódź                | Andrzej Filosek (50) Jard Gliwice              |
| 1995/1996 | PA Nova Gliwice      | Rekord Bielsko-Biała     | Cynk-Mal Legnica            | Marek Łukawski (33) Energetyk Jaworzno         |
| 1996/1997 | Cuprum Polkowice     | Opał Gniezno             | PA Nova Gliwice             | Radosław Grądowski (43) Cuprum Polkowice       |
| 1997/1998 | Cuprum Polkowice     | Mistreated Jaworzno      | Goldenmajer Kraków          | Tomasz Ciastko (30) Cuprum Polkowice           |
| 1998/1999 | PA Nova Gliwice      | Cynk-Mal Cambras Legnica | Cuprum Polkowice            | Błażej Korczyński (40) Telsport Katowice       |
| 1999/2000 | Clearex Chorzów      | PA Nova Gliwice          | Cuprum Polkowice            | Krzysztof Kuchciak (31) Clearex Chorzów        |
| 2000/2001 | Clearex Chorzów      | PA Nova Gliwice          | Jango Gliwice               | Krzysztof Jasiński (46) Clearex Chorzów        |
| 2001/2002 | Clearex Chorzów      | Baustal Kraków           | PA Nova Gliwice             | Krzysztof Filipczak (42) Baustal Kraków        |
| 2002/2003 | PA Nova Gliwice      | Clearex Chorzów          | Baustal Kraków              | Robert Dąbrowski (34) Baustal Kraków           |
| 2003/2004 | Baustal Kraków       | Clearex Chorzów          | Holiday Chojnice            | Krzysztof Filipczak (30) Baustal Kraków        |
| 2004/2005 | Baustal Kraków       | Clearex Chorzów          | Holiday Chojnice            | Robert Dąbrowski (29) Baustal Kraków           |
| 2005/2006 | Clearex Chorzów      | Holiday Chojnice         | Inpuls Siemianowice Śląskie | Michał Kusiak (27) Radan Gliwice               |
| 2006/2007 | Clearex Chorzów      | Akademia Słowa Poznań    | Jango Katowice              | Daniel Lebiedziński (24) Akademia Słowa Poznań |
| 2007/2008 | PA Nova Gliwice      | Hurtap Łęczyca           | Clearex Chorzów             | Błażej Korczyński (31) PA Nova Gliwice         |
| 2008/2009 | Hurtap Łęczyca       | Jango Katowice           | Akademia FC Pniewy          | Rafał Franz (27) PA Nova Gliwice               |
| 2009/2010 | Akademia FC Pniewy   | Hurtap Łęczyca           | Nova Katowice               | Piotr Myszor (22) GKS Tychy                    |
| 2010/2011 | Akademia FC Pniewy   | Wisła Krakbet Kraków     | Rekord Bielsko-Biała        | Daniel Krawczyk (26) Boruta Zgierz             |
| 2011/2012 | Akademia FC Pniewy   | Wisła Krakbet Kraków     | Rekord Bielsko-Biała        | Michał Marciniak (34) Gatta Zduńska Wola       |
| 2012/2013 | Wisła Krakbet Kraków | Red Devils Chojnice      | Gatta Zduńska Wola          | Michał Marciniak (30) Gatta Zduńska Wola       |
| 2013/2014 | Rekord Bielsko-Biała | Pogoń 04 Szczecin        | Wisła Krakbet Kraków        | Douglas Alvaralhão (23) Wisła Krakbet Kraków   |
| 2014/2015 | Wisła Krakbet Kraków | Gatta Zduńska Wola       | Rekord Bielsko-Biała        | Ołeksandr Bondar (28) Wisła Krakbet Kraków     |
| 2015/2016 | Gatta Zduńska Wola   | Pogoń 04 Szczecin        | Rekord Bielsko-Biała        | Ołeksandr Bondar (31) Red Devils Chojnice      |
| 2016/2017 | Rekord Bielsko-Biała | Gatta Zduńska Wola       | FC Toruń                    | Marcin Mikołajewicz (31) FC Toruń              |
| 2017/2018 | Rekord Bielsko-Biała | Gatta Zduńska Wola       | FC Toruń                    | Marcin Mikołajewicz (34) FC Toruń              |
| 2018/2019 | Rekord Bielsko-Biała | FC Toruń                 | Clearex Chorzów             | Michał Marek (34) Rekord Bielsko-Biała         |
| 2019/2020 | Rekord Bielsko-Biała | Constract Lubawa         | Gatta Zduńska Wola          | Mateusz Kostecki (24) Red Dragons Pniewy       |
| 2020/2021 | Rekord Bielsko-Biała | Constract Lubawa         | Piast Gliwice               | Aléx Viana (46) Rekord Bielsko-Biała           |
| 2021/2022 | Piast Gliwice        | Rekord Bielsko-Biała     | Constract Lubawa            | Tomasz Lutecki (33) Dreman Opole Komprachcice  |
| 2022/2023 | Constract Lubawa     | Rekord Bielsko-Biała     | Piast Gliwice               | Mikołaj Zastawnik (28) Rekord Bielsko-Biała    |
| 2023/2024 | Rekord Bielsko-Biała | Constract Lubawa         | Piast Gliwice               | Pedro Silva (42) Constract Lubawa              |
| 2024/2025 | Piast Gliwice        | Constract Lubawa         | KS Futsal Leszno            |                                                |

## Statystyka

### Tabela medalowa
Stan po sezonie 2024/25
| 1.  | Rekord Bielsko-Biała                           | 7 | 3 | 4 | 14 |
| 2.  | Ruch Chorzów Futsal (dawniej. Clearex Chorzów) | 5 | 3 | 2 | 10 |
| 3.  | PA Nova Gliwice                                | 5 | 2 | 1 | 8  |
| 4.  | Akademia FC Pniewy                             | 3 | 1 | 1 | 5  |
| 5.  | Wisła Krakbet Kraków                           | 2 | 2 | 1 | 5  |
| 6.  | Baustal Kraków                                 | 2 | 1 | 1 | 4  |
| 7.  | Piast Gliwice                                  | 2 | 0 | 3 | 6  |
| 8.  | Cuprum Polkowice                               | 2 | 0 | 2 | 4  |
| 9.  | Gatta Zduńska Wola                             | 1 | 3 | 2 | 6  |
| 10. | Constract Lubawa                               | 1 | 3 | 1 | 5  |
| 11. | Hurtap Łęczyca                                 | 1 | 2 | 0 | 3  |
| 12. | Holiday Chojnice                               | 0 | 1 | 2 | 3  |
| 12. | FC Toruń                                       | 0 | 1 | 2 | 3  |
| 14. | Jango Katowice                                 | 0 | 1 | 1 | 2  |
| 14. | Cynk-Mal Cambras Legnica                       | 0 | 1 | 1 | 2  |
| 16. | Pogoń 04 Szczecin                              | 0 | 2 | 0 | 2  |
| 17. | Red Devils Chojnice                            | 0 | 1 | 0 | 1  |
| 17. | Jard Gliwice                                   | 0 | 1 | 0 | 1  |
| 17. | Opał Gniezno                                   | 0 | 1 | 0 | 1  |
| 17. | Mistreated Jaworzno                            | 0 | 1 | 0 | 1  |
| 21. | SUW-TOR Łódź                                   | 0 | 0 | 1 | 1  |
| 21. | Goldenmajer Kraków                             | 0 | 0 | 1 | 1  |
| 21. | Jango Gliwice                                  | 0 | 0 | 1 | 1  |
| 21. | Inpuls Siemianowice Śląskie                    | 0 | 0 | 1 | 1  |
| 21. | KS Futsal Leszno                               | 0 | 0 | 1 | 1  |

### Najlepsi strzelcy
Stan po zakończeniu sezonu 2019/20
| Lp. | Zawodnik            | Gole | Drużyny |
| --- | ------------------- | ---- | --- |
| 1.  | Błażej Korczyński   | 314  | Telsport Katowice, Jango Katowice, PA Nova Gliwice, Clearex Chorzów, Baustal Kraków, FC Siemianowice Śląskie, Nova Katowice, Wisła Krakbet Kraków, AZS UŚ Katowice           |
| 2.  | Krzysztof Filipczak | 308  | Goldenmajer Kraków, PA Nova Gliwice, Baustal Kraków, Clearex Chorzów, Kupczyk Kraków, Wisła Krakbet Kraków                                                                   |
| 3.  | Krzysztof Kuchciak  | 304  | SUW-TOR Łódź, Opał Gniezno, PA Nova Gliwice, Team Bielsko-Biała, Clearex Chorzów, Grembach Zgierz                                                                            |
| 4.  | Daniel Krawczyk     | 293  | Boruta Zgierz, Hurtap Łęczyca, Marwit Toruń, Gatta Zduńska Wola |
| 5.  | Andrzej Szłapa      | 280  | Skała-Inter Tychy, Clearex Chorzów, Wisła Krakbet Kraków, Rekord Bielsko-Biała                                                                                               |
| 6.  | Robert Dąbrowski    | 254  | PA Nova Gliwice, Baustal Kraków, Holiday Chojnice, Rekord Bielsko-Biała, FC Siemianowice Śląskie, ZIS Gaszyńscy Kraków, Hurtap Łęczyca, Kupczyk Kraków, Wisła Krakbet Kraków |
| 7.  | Krzysztof Jasiński  | 236  | KP Warszawa, Clearex Chorzów, Jango Katowice, Baustal Kraków, Holiday Chojnice, Hurtap Łęczyca, Red Devils Chojnice                                                          |
| 8.  | Michał Marciniak    | 226  | Grembach Łódź, Gatta Zduńska Wola |
| 9.  | Andrzej Szal        | 182  | Rekord Bielsko-Biała |
| 10. | Andrzej Szymański   | 181  | Centrum Radom, Rekord Bielsko-Biała |

## Kluby według miast
| - 7 klubów - Gliwice: PA Nova, Sedtex, Jard, Radan, NBit, Piast, GSF - 5 klubów - Kraków: Baustal, Kupczyk, Wisła Krakbet, Goldenmajer, ZIS Gaszyńscy - 4 kluby - Katowice: FC Nova, Radio Flash, Telsport, AZS UŚ |  | - 3 kluby - Chorzów: Clearex, MORiS, Marex - Toruń: Marwit, Arpol, FC - 2 kluby - Bielsko-Biała: Rekord, Centrum - Jaworzno: Mistreated, Energetyk - Tychy: Skała Inter, GKS - Chojnice: Holiday, Red Devils - Ruda Śląska: Gwiazda, FRIB-EX - Pniewy: Akademia FC, Red Dragons - Warszawa: KP, AZS UW - Głogów: Impel, KGHM Euromaster Chrobry |

- 1 klub

| - Polkowice: TPH - Legnica: TPC Komputery - Zgierz: Boruta - Łęczyca: Hurtap - Szczecin: Pogoń 04 - Łódź: SUW-TOR - Pyskowice: Remedium - Siemianowice Śląskie: Futsal Club |  | - Wawelno: Gazownik - Sosnowiec: Irex - Gniezno: Opał - Gdynia: Unisoft - Zduńska Wola: Gatta - Gdańsk: AZS UG - Lubin: Jumi - Brzeg Dolny: K.P. Laguna |  | - Gorzów Wielkopolski: Paulo-Torhen - Kielce: Promont - Wrocław: Wulkan - Wieliczka: MKF Solne Miasto - Słomniki: Lex Kancelaria - Białystok: MOKS Słoneczny Stok - Jelcz-Laskowice: Orzeł Futsal - Leszno: KS Futsal |

## Link zewnętrzny
- Oficjalna strona internetowa